# Sucre (Yaracuy)
Pour les articles homonymes, voir Sucre (homonymie).
Sucre est l'une des quatorze municipalités de l'État d'Yaracuy au Venezuela. Son chef-lieu est Guama. En 2011, la population s'élève à 18 988 habitants.

## Géographie

### Subdivisions
Selon l'Institut national de statistique et contrairement à la plupart des municipalités du pays, la municipalité de Sucre ne comporte aucune paroisse civile.